# Олександрійський ґебіт
Олександрі́йський ґебі́т, окру́га Олександрі́я (нім. Kreisgebiet Alexandria або нім. Kreisgebiet Alexandria/Ingulez) — адміністративно-територіальна одиниця генеральної округи Миколаїв райхскомісаріату Україна з центром в Олександрії. Існувала протягом німецької окупації Української РСР.

## Історія
Округу утворено опівдні 15 листопада 1941 року у складі генеральної округи Миколаїв із чотирьох тодішніх районів Кіровоградської області: Знам'янського, Новогеоргіївського, Олександрійського та Онуфріївського.
Станом на 1 вересня 1943 Олександрійський ґебіт поділявся на 4 райони: район Знам'янка (нім. Rayon Samenka), район Новогеоргіївськ (нім. Rayon Nowo Georgijewsk), район Олександрія-на-Інгульці (нім. Rayon Alexandria/Ingulez) і район Онуфріївка (нім. Rayon Onufrijewka) — які збігалися з чотирма відповідними передвоєнними радянськими районами.
Першим гебітскомісаром був підполковник Ульман. Він виявився досить жорстоким. За час його керівництва було розстріляно тисячі жителів Олександрії. Наступний гебітскомісар Кальмер відомий тим, що 17 березня 1943 р. підписав розпорядження «відносно театральних п'єс», дозволених в Олександрійській окрузі, серед яких драматичні та комедійні твори Старицького, Карпенка-Карого, Шевченка, Кропивницького та Нечуя-Левицького. Театр Олександрії знали далеко за його межами.
Із 5 жовтня 1941 до 1943 року в центрі округи виходила газета «Олександрійські вісті», видавався також у 1941—1942 роках «Український бюлетень Олександрії», який у січні-травні 1943 називався «Олександрівський бюлетень». Його редактором у 1941 році був Фонзорг.
6 грудня 1943 року внаслідок Знам'янської наступальної операції адміністративний центр ґебіту зайняли радянські війська.